# Jean-François Octave
Jean-François Octave né à Arlon en 1955 est un dessinateur, peintre et architecte belge.
Il se réclame à la fois du pop art et de l'art conceptuel. 

## Biographie
Après des études d’architecture à l'Institut Saint-Luc, puis à La Cambre (Bruxelles), Jean-François Octave collabore à ses débuts au magazine Soldes - Fin de série, avant de réaliser des pochettes pour Les disques du crépuscule / Factory Benelux et des affiches pour les concerts de Young Marble Giants, A Certain Ratio ou encore Tuxedomoon au Plan K. En 1986, il représente la Belgique à la Biennale de Venise. Il a depuis exposé à Bruxelles, New York, Copenhague, Caen, Paris… 
Il dirige actuellement l'atelier « Image Dans le Milieu » au Domaine des arts plastiques et visuels (Arts au Carré) à Mons.
Jean-François Octave a réalisé de nombreuses œuvres s'intégrant dans l'espace public. Ces installations associent généralement des visages connus et inconnus, des aphorismes, des extraits de journaux intimes, des photographies, etc. et confrontent ainsi l'imaginaire collectif à la sphère intime : l'histoire du monde se mêle aux souvenirs personnels de l'artiste, qui à leur tour font appel à nos propres émotions.

## Œuvres

### Œuvres dans l'espace public
- Arlon, musée Gaspar, collections de l'Institut archéologique du Luxembourg : huile sur toile[4].
- Berlin, ambassade de Belgique : Je vous écris dʼun pays lointain, 2001, intervention de peinture.
- Bruxelles :
  - avenue Louise : œuvre crée en 2004 à l'occasion du centenaire de la naissance de Marguerite Yourcenar ;
  - station de métro Heysel, (1998)[5];
  - Plattesteen : Ma mythologie gay (Un monument de tout le monde), 2007.
- Namur, Hommage à Evelyne Axell, artiste pop Art, en face de l'Académie des Beaux-Arts, 2017.

### Publications
- Fragments de lʼhistoire dʼEtan Patz, Quail Books, 1984.
- Quand la samba se tait, Quail Books, 1985.
- Le Dernier des humanismes (Biennale de Venise), Lebeer-Hossmann, 1986.
- Voyage en Italie (Palais des Beaux Arts,  Charleroi), Lebeer-Hossmann, 1986.
- Immortalité-Immoralité, La Lettre Volée, 1989.
- Un jeu (de lʼArt), La Lettre Volée / Galerie Baronian, 1994.
- Patrick Corillon, Michel François, Michel Frère, Jean-François Octave, Les Cahiers de la Serre, Éditions du Musée des beaux-arts de Saint-Étienne, juin 1994.
- Tout est (possible) , La Lettre Volée / Galerie Baronian et Galerie Dorothée De Pauw, 1997.
- Greatest Hits (2), La Lettre Volée / La Fabrique de Théâtre, 2000.
- Marguerite Yourcenar, 193 Avenue Louise, La Lettre Volée, 2004.
- La vie est presque belle, CCJF, 2005.
- Le Repaire du biographe (Texte de Daniel Fano), La Pierre dʼAlun (en collaboration avec lʼEspace Uhoda), 2009.
- Ne vous inquiétez plus c'est la guerre (Texte de Daniel Fano) Editions Les Carnets du Dessert de Lune, 2015.
- De La marchandise internationale (Texte de Daniel Fano) Editions Les Carnets du Dessert de Lune, 2017.
- Bientôt La Convention des Cannibales (Texte de Daniel Fano) Editions Les Carnets du Dessert de Lune, 2019.
- Daniel Fano, une aventure de Freddy Tremmel Editions Les Carnets du Dessert de Lune, 2020